# Nové Dvory (ort i Tjeckien, Vysočina)
Nové Dvory är en ort i Tjeckien.   Den ligger i regionen Vysočina, i den centrala delen av landet, 120 km sydost om huvudstaden Prag. Nové Dvory ligger 524 meter över havet och antalet invånare är 240.
Terrängen runt Nové Dvory är lite kuperad. Runt Nové Dvory är det ganska tätbefolkat, med 78 invånare per kvadratkilometer. Närmaste större samhälle är Havlíčkův Brod, 17,1 km väster om Nové Dvory. Trakten runt Nové Dvory består till största delen av jordbruksmark.